# Lesbian Connection
Conexión Lésbica (LC ) es una publicación estadounidense "para, por y sobre lesbianas". Fue fundada en 1974 por el colectivo feminista lésbico Ambitious Amazons "para abordar la falta de canales de información seguros, confiables y específicos para lesbianas". Es la publicación para lesbianas más antigua de Estados Unidos. LC está dirigida por Elsie Publishing Institute, una corporación sin fines de lucro 501(c)(3) con sede en Míchigan. En 2021, sus ingresos totales fueron de 1.412.061 dólares.
Lesbian Connection se publica bimestralmente y, aunque se sugiere una suscripción anual, no hay un precio fijo. LC  está a disposición de las mujeres en prisión y se envía por correo de forma gratuita a aquellas que no pueden realizar una contribución financiera.
Su contenido es, en gran parte, enviado por sus lectores. Las noticias y anuncios de interés para la comunidad lésbica incluyen temas de actualidad, lugares para vivir, viajes, festivales de música para mujeres, womyn´s land, eventos especiales, reuniones, reseñas y obituarios. Presenta temas, reimpresiones de la tira cómica Dykes to Watch Out For y un directorio anual "Contact Dykes" de lesbianas nacionales e internacionales que se ofrecen como voluntarias para brindar información sobre sus áreas locales. No publica ficción, anuncios personales ni solicitudes de amigos por correspondencia.
Desde 1974 hasta 1995, la publicación fue doblada y grapada por la mitad para proteger a los suscriptores del acoso. La circulación de LC alcanzó su punto máximo en 2000 con 28.000 suscriptores y, en junio de 2024, mantiene 15.000 suscriptores.
En 2014, LC recibió el "Premio Jeanine Rae para el Avance de la Cultura de la Mujer" de Women in the Arts Inc., la organización sin fines de lucro responsable del National Women's Music Festival.
Los números entre 1974 y 1989 se han digitalizado y están disponibles para leer en línea, de forma gratuita, en JSTOR.